# Međunarodno fonetsko društvo
Međunarodno fonetsko društvo (engleski: International Phonetic Association, kratica: IPA) je udruga koja je stvorila međunarodnu fonetsku abecedu.
Ne zamijenite IPA s IPA, međunarodnom fonetskom abecedom koju je IPA razvila.

## Vanjske poveznice
- službene web stranice IPA-e  Arhivirana inačica izvorne stranice od 2. lipnja 2004. (Wayback Machine)